# Sportsklubben Brann 2004
Questa voce raccoglie le informazioni riguardanti lo Sportsklubben Brann nelle competizioni ufficiali della stagione 2004.

## Stagione
Il Brann chiuse la stagione al 3º posto in classifica, aggiudicandosi anche la vittoria finale nel Norgesmesterskapet 2004. Ólafur Örn Bjarnason e Ragnvald Soma furono i calciatori più utilizzati in stagione con le loro 33 presenze (26 in campionato e 7 in coppa), mentre Robbie Winters fu il miglior marcatore con le sue 25 reti (13 in campionato e 12 in coppa).

## Maglie e sponsor
Lo sponsor tecnico per la stagione 2004 fu Umbro, mentre lo sponsor ufficiale fu Sparebanken Vest. La divisa casalinga fu composta da una maglietta rossa con inserti bianchi, pantaloncini bianchi e calzettoni rossi.
| Casa |

## Rosa
| N. |                      | Ruolo | Calciatore         |
| -- | -------------------- | ----- | ------------------ |
| 1  | Norvegia (bandiera)  | P     | Johan Thorbjørnsen |
| 2  | Norvegia (bandiera)  | D     | Jan Tore Ophaug    |
| 3  | Norvegia (bandiera)  | D     | Egil Ulfstein      |
| 4  | Norvegia (bandiera)  | D     | Cato Guntveit      |
| 5  | Norvegia (bandiera)  | C     | Martin Knudsen     |
| 6  | Norvegia (bandiera)  | C     | Helge Haugen       |
| 7  | Scozia (bandiera)    | A     | Robbie Winters     |
| 8  | Norvegia (bandiera)  | D     | Ragnvald Soma      |
| 9  | Australia (bandiera) | A     | Dylan Macallister  |
| 10 | Norvegia (bandiera)  | A     | Bengt Sæternes     |
| 11 | Norvegia (bandiera)  | C     | Kristian Ystaas    |
| 12 | Norvegia (bandiera)  | P     | Håkon Opdal        |
| 13 | Norvegia (bandiera)  | C     | Erlend Storesund   |
| 14 | Norvegia (bandiera)  | C     | Arve Walde         |
| 15 | Norvegia (bandiera)  | D     | Erlend Hanstveit   |

| N. |                     | Ruolo | Calciatore             |
| -- | ------------------- | ----- | ---------------------- |
| 16 | Scozia (bandiera)   | C     | Charlie Miller         |
| 17 | Norvegia (bandiera) | D     | Christian Kalvenes     |
| 18 | Islanda (bandiera)  | D     | Ólafur Örn Bjarnason   |
| 19 | Norvegia (bandiera) | C     | Tom Sanne              |
| 19 | Norvegia (bandiera) | C     | Thor Jørgen Spurkeland |
| 21 | Norvegia (bandiera) | A     | Thomas Lund            |
| 22 | Norvegia (bandiera) | C     | Tommy Knarvik          |
| 23 | Austria (bandiera)  | C     | Paul Scharner          |
| 23 | Nigeria (bandiera)  | C     | Seyi Olofinjana        |
| 24 | Norvegia (bandiera) | P     | Ivar Rønningen         |
| 25 | Norvegia (bandiera) | D     | Roy Wassberg           |
| 26 | Norvegia (bandiera) | A     | Steinar Tenden         |
| 27 | Norvegia (bandiera) | C     | Raymond Kvisvik        |
| 28 | Norvegia (bandiera) | D     | Fredrik Klock          |

## Calciomercato

### Sessione invernale
| Acquisti | Acquisti           | Acquisti        | Acquisti   |
| R.       | Nome               | da              | Modalità   |
| -------- | ------------------ | --------------- | ---------- |
| D        | Christian Kalvenes | Sogndal         | definitivo |
| D        | Ragnvald Soma      | Bryne           | definitivo |
| A        | Dylan Macallister  | Northern Spirit | definitivo |
| A        | Bengt Sæternes     | Club Bruges     | definitivo |
| A        | Kristian Ystaas    | Sogndal         | definitivo |

| Cessioni | Cessioni             | Cessioni  | Cessioni   |
| R.       | Nome                 | a         | Modalità   |
| -------- | -------------------- | --------- | ---------- |
| D        | Geirmund Brendesæter |           | svincolato |
| D        | Vegar Landro         | Bryne     | definitivo |
| D        | Knut Walde           | Haugesund | prestito   |
| C        | Petter Furuseth      |           | svincolato |
| C        | Jonas Jonsson        |           | svincolato |
| C        | Erik Mjelde          | Løv-Ham   | definitivo |
| C        | Kenneth Storvik      |           | svincolato |
| C        | Alex Valencia        |           | svincolato |
| C        | Joachim Walltin      |           | svincolato |

### Sessione estiva
| Acquisti | Acquisti       | Acquisti   | Acquisti   |
| R.       | Nome           | da         | Modalità   |
| -------- | -------------- | ---------- | ---------- |
| D        | Fredrik Klock  | Aalesund   | definitivo |
| C        | Charlie Miller | Dundee Utd | definitivo |
| C        | Tom Sanne      | Viking     | definitivo |
| C        | Paul Scharner  | Salisburgo | definitivo |
| A        | Steinar Tenden | Stryn      | definitivo |

| Cessioni | Cessioni        | Cessioni      | Cessioni   |
| R.       | Nome            | a             | Modalità   |
| -------- | --------------- | ------------- | ---------- |
| P        | Ivar Rønningen  | Rosenborg     | definitivo |
| D        | Roy Wassberg    | Fyllingen     | definitivo |
| C        | Tommy Knarvik   | Bryne         | prestito   |
| C        | Seyi Olofinjana | Wolverhampton | definitivo |

## Risultati

### Eliteserien

#### Girone di andata
| Arbitro: | Skjerven (Kaupanger) |

|            |           |  |
| Strand 82’ | Marcatori |  |

| Arbitro: | Olsen (Kristiansand) |

|                                    |           |  |
| Macallister 4’, 10’ Olofinjana 82’ | Marcatori |  |

| Arbitro: | Ditlefsen |

|                   |           |  |
| Fredheim Holm 40’ | Marcatori |  |

| Arbitro: | Sandmoen (Kjelsås) |

|             |           |            |
| Winters 23’ | Marcatori | 23’ Occéan |

| Arbitro: | Øvrebø (Oslo) |

|                                        |           |                    |
| Stadheim 4’ (rig.), 64’ (rig.) Flo 90’ | Marcatori | 23’ (rig.) Winters |

| Arbitro: | Staberg (Harstad) |

|                        |           |  |
| Ystaas 79’ Kvisvik 84’ | Marcatori |  |

| Arbitro: | Alapnes |

|                           |           |            |
| Finstad 60’ Markegård 68’ | Marcatori | 30’ Ystaas |

| Arbitro: | Berntsen (Vang) |

|                                              |           |               |
| Olofinjana 27’ Kvisvik 71’ (rig.) Ystaas 90’ | Marcatori | 85’ Ludvigsen |

| Arbitro: | Krokdal |

|              |           |                      |
| Lagerlöf 27’ | Marcatori | 29’ Ystaas 42’ Walde |

| Arbitro: | Øvrebø (Oslo) |

|             |           |  |
| Winters 54’ | Marcatori |  |

| Arbitro: | Skjerven (Kaupanger) |

|                                              |           |                            |
| Winters 58’ (rig.) Lund 66’, 67’ Kvisvik 76’ | Marcatori | 60’ Söderstjerna 85’ Hagen |

| Arbitro: | Alseth (Stjørdal) |

|                                           |           |                  |
| Fuglestad 2’ Nevland 48’, 67’ Kopteff 71’ | Marcatori | 40’, 80’ Winters |

| Arbitro: | Berntsen (Vang) |

|            |           |                                               |
| Kvisvik 6’ | Marcatori | 26’, 33’, 44’ Sundgot 67’ Werni 90’ Einarsson |

#### Girone di ritorno
| Arbitro: | Sandmoen (Kjelsås) |

|                                       |           |                                                 |
| Bjarnason 39’ Kvisvik 75’, 78’ (rig.) | Marcatori | 25’ Winsnes 26’ Olsen 59’ Brattbakk 77’ Johnsen |

| Arbitro: | Skjerven (Kaupanger) |

|                       |           |                                     |
| Strande 6’ Hoseth 29’ | Marcatori | 14’, 87’ Winters 90’ (rig.) Kvisvik |

| Arbitro: | Olsen (Kristiansand) |

|             |           |                   |
| Winters 25’ | Marcatori | 60’ Fredheim Holm |

| Arbitro: | Øvrebø (Oslo) |

|  |           |                         |
|  | Marcatori | 27’, 54’ (rig.) Kvisvik |

| Arbitro: | Ditlefsen |

|                          |           |               |
| Winters 25’ Sæternes 84’ | Marcatori | 73’ Steenslid |

| Arbitro: | Moen (Haugesund) |

|                            |           |                    |
| Dokken 56’ (rig.) Haug 60’ | Marcatori | 74’ (rig.) Kvisvik |

| Arbitro: | Staberg (Harstad) |

|             |           |                       |
| Kvisvik 89’ | Marcatori | 22’ Markegård 75’ Ohr |

| Arbitro: | Krokdal |

|                    |           |             |
| R. Berg 90’ (rig.) | Marcatori | 64’ Winters |

| Arbitro: | Krokdal |

|                                                       |           |                |
| Sæternes 31’, 35’, 75’ Kvisvik 40’ (rig.) Winters 49’ | Marcatori | 13’ Sokolowski |

| Arbitro: | Øvrebø (Oslo) |

|  |           |            |
|  | Marcatori | 90’ Miller |

| Arbitro: | Sandmoen (Kjelsås) |

|                                    |           |                        |
| Enerly 1’, 55’ (rig.) Ringberg 23’ | Marcatori | 44’ Kvisvik 65’ Miller |

| Arbitro: | Øvrebø (Oslo) |

|              |           |  |
| Sæternes 79’ | Marcatori |  |

| Arbitro: | Skjerven (Kaupanger) |

|                          |           |                          |
| Powell 57’ Einarsson 76’ | Marcatori | 68’ Scharner 79’ Winters |

### Norgesmesterskapet
| Karmøy 5 maggio 2004, ore 18:00 Primo turno                                                                                       | Åkra      | 0 – 9 referto                                                                                   | Brann | Åkra Stadion (300 spett.) |
| \| \| \| \| \| \| Marcatori \| 20’ Hanstveit 35’, 43’, 62’ Winters 44’ Guntveit 55’ Bjarnason 68’ Knudsen 77’ Ystaas 90’ Walde \| |           |                                                                                                 |       |                           |
| |           |                                                                                                 |       |                           |
| | Marcatori | 20’ Hanstveit 35’, 43’, 62’ Winters 44’ Guntveit 55’ Bjarnason 68’ Knudsen 77’ Ystaas 90’ Walde |       |                           |

| Norheimsund 26 maggio 2004, ore 18:00 Secondo turno                                      | Norheimsund | 0 – 5 referto                                          | Brann | Norheimsund Idrettsplass (2.100 spett.) |
| \| \| \| \| \| \| Marcatori \| 9’, 24’ Macallister 54’ Storesund 73’ Knarvik 89’ Lund \| |             |                                                        |       |                                         |
|                                                                                          |             |                                                        |       |                                         |
|                                                                                          | Marcatori   | 9’, 24’ Macallister 54’ Storesund 73’ Knarvik 89’ Lund |       |                                         |

| Bergen 9 giugno 2004, ore 18:00 Terzo turno                                            | Brann     | 6 – 0 referto | Hødd | Brann Stadion (2.174 spett.) |
| \| \| \| \| \| Lund 21’, 47’ Winters 53’, 63’ (rig.), 81’ Walde 70’ \| Marcatori \| \| |           |               |      |                              |
|                                                                                        |           |               |      |                              |
| Lund 21’, 47’ Winters 53’, 63’ (rig.), 81’ Walde 70’                                   | Marcatori |               |      |                              |

| Bodø 24 giugno 2004, ore 18:00 Quarto turno | Bodø/Glimt           | 3 – 3 (d.t.s.) referto                                      | Brann | Aspmyra Stadion (1.748 spett.) |
| \| \| \| \| \| Ludvigsen 17’ Olsen 72’, 82’ \| Marcatori \| 1’, 62’ Winters 27’ Hanstveit \| \| Johansen R. Berg Råstad Olsen Hansen Høgli Bjørkan \| Tiri di rigore 5 – 6 \| Bjarnason Soma Guntveit Winters Hanstveit Macallister Opdal \| |                      |                                                             |       |                                |
| |                      |                                                             |       |                                |
| Ludvigsen 17’ Olsen 72’, 82’ | Marcatori            | 1’, 62’ Winters 27’ Hanstveit                               |       |                                |
| Johansen R. Berg Råstad Olsen Hansen Høgli Bjørkan | Tiri di rigore 5 – 6 | Bjarnason Soma Guntveit Winters Hanstveit Macallister Opdal |       |                                |

| Arbitro: | Berntsen (Vang) |

|                             |           |                                |
| Winters 65’, 75’ Haugen 80’ | Marcatori | 33’ Oyuga 39’ (aut.) Bjarnason |

| Arbitro: | Skjerven (Kaupanger) |

|             |           |                                        |
| Finstad 70’ | Marcatori | 44’ Knudsen 106’ Winters 117’ Sæternes |

| Arbitro: | Berntsen (Vang) |

|                                  |           |               |
| Sæternes 4’, 13’, 34’ Winters 9’ | Marcatori | 11’ Markstedt |

## Statistiche

### Statistiche di squadra
| Competizione       | Punti | In casa | In casa | In casa | In casa | In casa | In casa | In trasferta | In trasferta | In trasferta | In trasferta | In trasferta | In trasferta | Totale | Totale | Totale | Totale | Totale | Totale | DR  |
| Competizione       | Punti | G       | V       | N       | P       | Gf      | Gs      | G            | V            | N            | P            | Gf           | Gs           | G      | V      | N      | P      | Gf     | Gs     | DR  |
| ------------------ | ----- | ------- | ------- | ------- | ------- | ------- | ------- | ------------ | ------------ | ------------ | ------------ | ------------ | ------------ | ------ | ------ | ------ | ------ | ------ | ------ | --- |
| Eliteserien        | 40    | 13      | 8       | 2       | 3       | 28      | 18      | 13           | 4            | 2            | 7            | 18           | 22           | 26     | 12     | 4      | 10     | 46     | 40     | +6  |
| Norgesmesterskapet | -     | 3       | 3       | 0       | 0       | 13      | 3       | 4            | 3            | 1            | 0            | 20           | 4            | 7      | 6      | 1      | 0      | 33     | 7      | +26 |
| Totale             | -     | 16      | 11      | 2       | 3       | 41      | 21      | 17           | 7            | 3            | 7            | 38           | 26           | 33     | 18     | 5      | 10     | 79     | 47     | +32 |

### Andamento in campionato
| Giornata  | 1 | 2 | 3 | 4 | 5 | 6 | 7 | 8 | 9 | 10 | 11 | 12 | 13 | 14 | 15 | 16 | 17 | 18 | 19 | 20 | 21 | 22 | 23 | 24 | 25 | 26 |
| --------- | - | - | - | - | - | - | - | - | - | -- | -- | -- | -- | -- | -- | -- | -- | -- | -- | -- | -- | -- | -- | -- | -- | -- |
| Luogo     | T | C | T | C | T | C | T | C | T | C  | C  | T  | C  | C  | T  | C  | T  | C  | T  | C  | T  | C  | T  | T  | C  | T  |
| Risultato | P | V | P | N | P | V | P | V | V | V  | V  | P  | P  | P  | V  | N  | V  | V  | P  | P  | N  | V  | V  | P  | V  | N  |
| Posizione |   |   |   |   |   |   |   |   |   |    |    |    |    |    |    |    |    |    |    |    |    |    |    |    |    | 3  |

Fonte:  Tippeligaen 2004, su altomfotball.no, Altomfotball. URL consultato il 23 ottobre 2014 (archiviato dall'url originale il 23 ottobre 2014).
Legenda:

Luogo: C = Casa; T = Trasferta. Risultato: V = Vittoria; N = Pareggio; P = Sconfitta.

### Statistiche dei giocatori
| Ó. Bjarnason    | 26 | 1  | 0 | 0 | 7 | 1  | 0 | 0 |  |  |  |  | 33 | 2  | 0 | 0 |
| C. Guntveit     | 23 | 0  | 2 | 0 | 6 | 1  | 2 | 0 |  |  |  |  | 29 | 1  | 4 | 0 |
| E. Hanstveit    | 24 | 0  | 0 | 0 | 5 | 2  | 0 | 0 |  |  |  |  | 29 | 2  | 0 | 0 |
| H. Haugen       | 25 | 0  | 3 | 0 | 6 | 1  | 1 | 0 |  |  |  |  | 31 | 1  | 4 | 0 |
| C. Kalvenes     | 0  | 0  | 0 | 0 | 0 | 0  | 0 | 0 |  |  |  |  | 0  | 0  | 0 | 0 |
| F. Klock        | 0  | 0  | 0 | 0 | 0 | 0  | 0 | 0 |  |  |  |  | 0  | 0  | 0 | 0 |
| T. Knarvik      | 11 | 0  | 1 | 0 | 2 | 1  | 0 | 0 |  |  |  |  | 13 | 1  | 1 | 0 |
| M. Knudsen      | 18 | 0  | 3 | 0 | 4 | 2  | 0 | 0 |  |  |  |  | 22 | 2  | 3 | 0 |
| R. Kvisvik      | 24 | 13 | 2 | 0 | 7 | 0  | 0 | 0 |  |  |  |  | 31 | 13 | 2 | 0 |
| T. Lund         | 10 | 2  | 0 | 0 | 4 | 3  | 0 | 0 |  |  |  |  | 14 | 5  | 0 | 0 |
| D. Macallister  | 14 | 2  | 4 | 0 | 3 | 2  | 0 | 0 |  |  |  |  | 17 | 4  | 4 | 0 |
| C. Miller       | 9  | 2  | 0 | 0 | 1 | 0  | 1 | 0 |  |  |  |  | 10 | 2  | 1 | 0 |
| S. Olofinjana   | 9  | 2  | 1 | 0 | 2 | 0  | 0 | 0 |  |  |  |  | 11 | 2  | 1 | 0 |
| H. Opdal        | 16 | 0  | 0 | 0 | 7 | 0  | 0 | 0 |  |  |  |  | 23 | 0  | 0 | 0 |
| J. Ophaug       | 22 | 0  | 1 | 1 | 6 | 0  | 0 | 0 |  |  |  |  | 28 | 0  | 1 | 1 |
| I. Rønningen    | 11 | 0  | 3 | 0 | 0 | 0  | 0 | 0 |  |  |  |  | 11 | 0  | 3 | 0 |
| B. Sæternes     | 8  | 5  | 0 | 0 | 2 | 4  | 0 | 0 |  |  |  |  | 10 | 9  | 0 | 0 |
| T. Sanne        | 10 | 0  | 0 | 0 | 3 | 0  | 0 | 0 |  |  |  |  | 13 | 0  | 0 | 0 |
| P. Scharner     | 7  | 1  | 2 | 0 | 2 | 0  | 1 | 0 |  |  |  |  | 9  | 1  | 3 | 0 |
| R. Soma         | 26 | 0  | 2 | 0 | 7 | 0  | 1 | 0 |  |  |  |  | 33 | 0  | 3 | 0 |
| T. Spurkeland   | 0  | 0  | 0 | 0 | 0 | 0  | 0 | 0 |  |  |  |  | 0  | 0  | 0 | 0 |
| E. Storesund    | 7  | 0  | 1 | 0 | 3 | 1  | 0 | 0 |  |  |  |  | 10 | 1  | 1 | 0 |
| S. Tenden       | 1  | 0  | 0 | 0 | 1 | 0  | 0 | 0 |  |  |  |  | 2  | 0  | 0 | 0 |
| J. Thorbjørnsen | 0  | 0  | 0 | 0 | 0 | 0  | 0 | 0 |  |  |  |  | 0  | 0  | 0 | 0 |
| E. Ulfstein     | 0  | 0  | 0 | 0 | 1 | 0  | 0 | 0 |  |  |  |  | 1  | 0  | 0 | 0 |
| A. Walde        | 10 | 1  | 2 | 0 | 6 | 2  | 0 | 0 |  |  |  |  | 16 | 3  | 2 | 0 |
| R. Wassberg     | 2  | 0  | 0 | 0 | 0 | 0  | 0 | 0 |  |  |  |  | 2  | 0  | 0 | 0 |
| R. Winters      | 23 | 13 | 1 | 0 | 6 | 12 | 0 | 0 |  |  |  |  | 29 | 25 | 1 | 0 |
| K. Ystaas       | 18 | 4  | 1 | 0 | 4 | 1  | 0 | 0 |  |  |  |  | 22 | 5  | 1 | 0 |